# Розтока (притока Білки)
Розтока (пол. Roztoka (dopływ Białki)) — гірська річка в Польщі, у Татранському повіті Малопольського воєводства. Ліва притока Білки, (басейн Балтійського моря).

## Опис
Довжина річки 6,5 км, найкоротша відстань між витоком і гирлом — 4,82  км, коефіцієнт звивистості річки — 1,35 , площа басейну водозбору 13,6  км². Формується притоками та безіменними струмками.

## Розташування
Річка витікає з Великого Ставу Долини п'яти ставів польських на висоті 1668,6 м (гміна Буковіна-Татшанська ). Тече переважно на північний схід через Парк долини Розтоки і на південно-західній стороні від села Лиса Поляна впадає у річку Білку, праву притоку Дунайця.

## Цікаві факти
- Історична назва річки Сіклава.[2]

- У пригирловій частині річки знаходиться Водоспад Міцкевича.
- Навколо річки існують гірські пішохідні маршрути (на мапі туристичній зазначені жовтими, зеленими, синіми та чорними кольорами).[3]

## Галерея

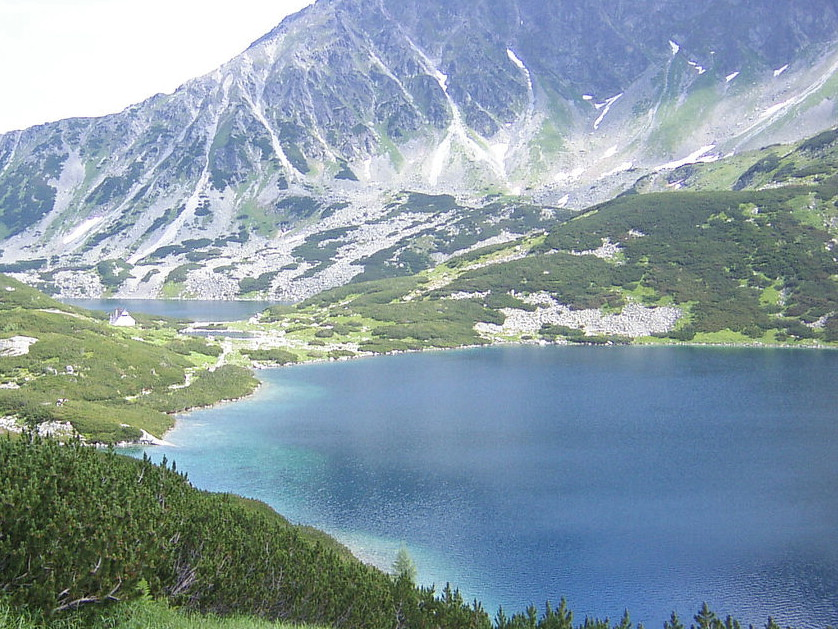
Великий і Попередній став
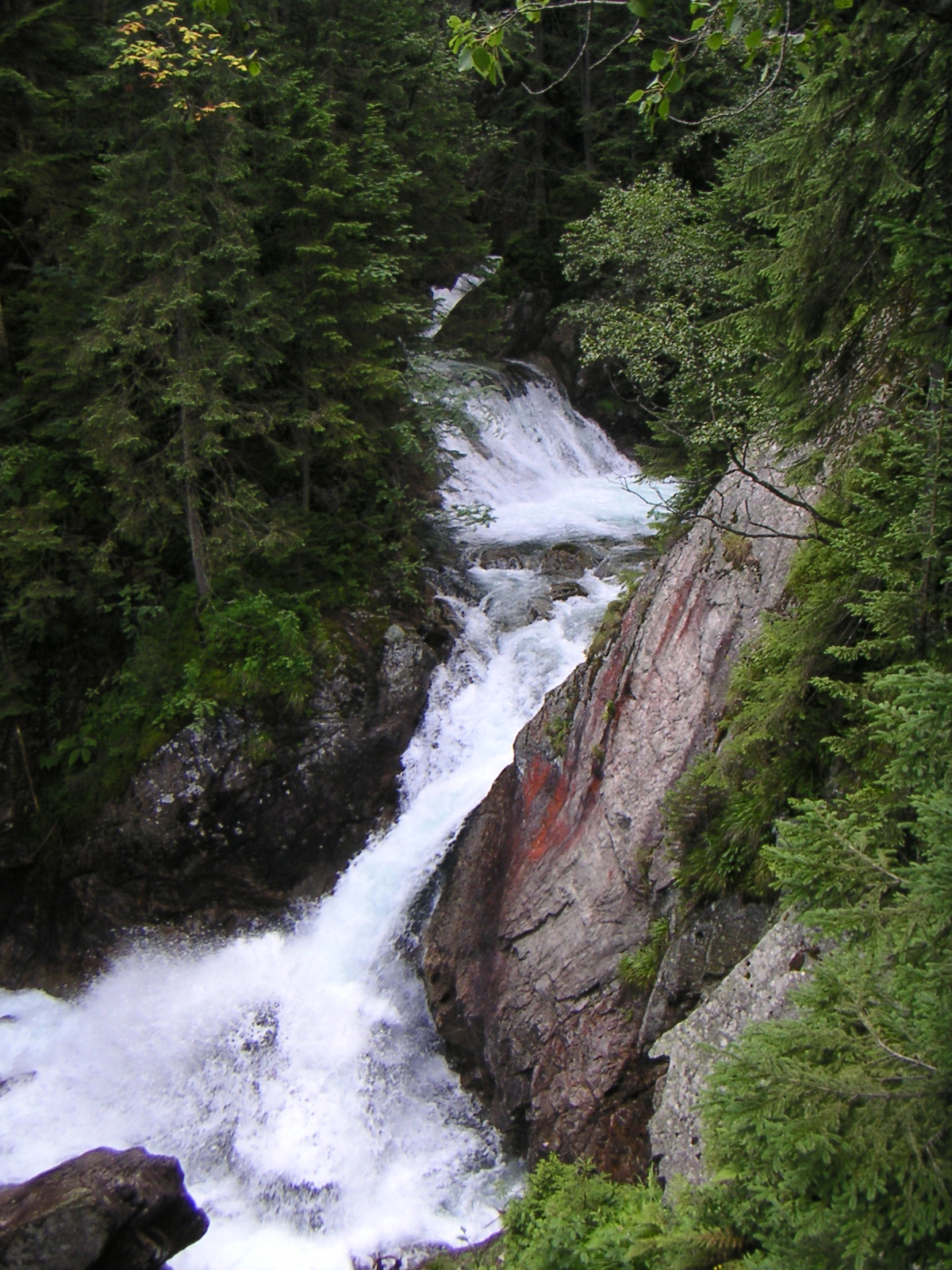
Водоспад Міцкевича, Розтока
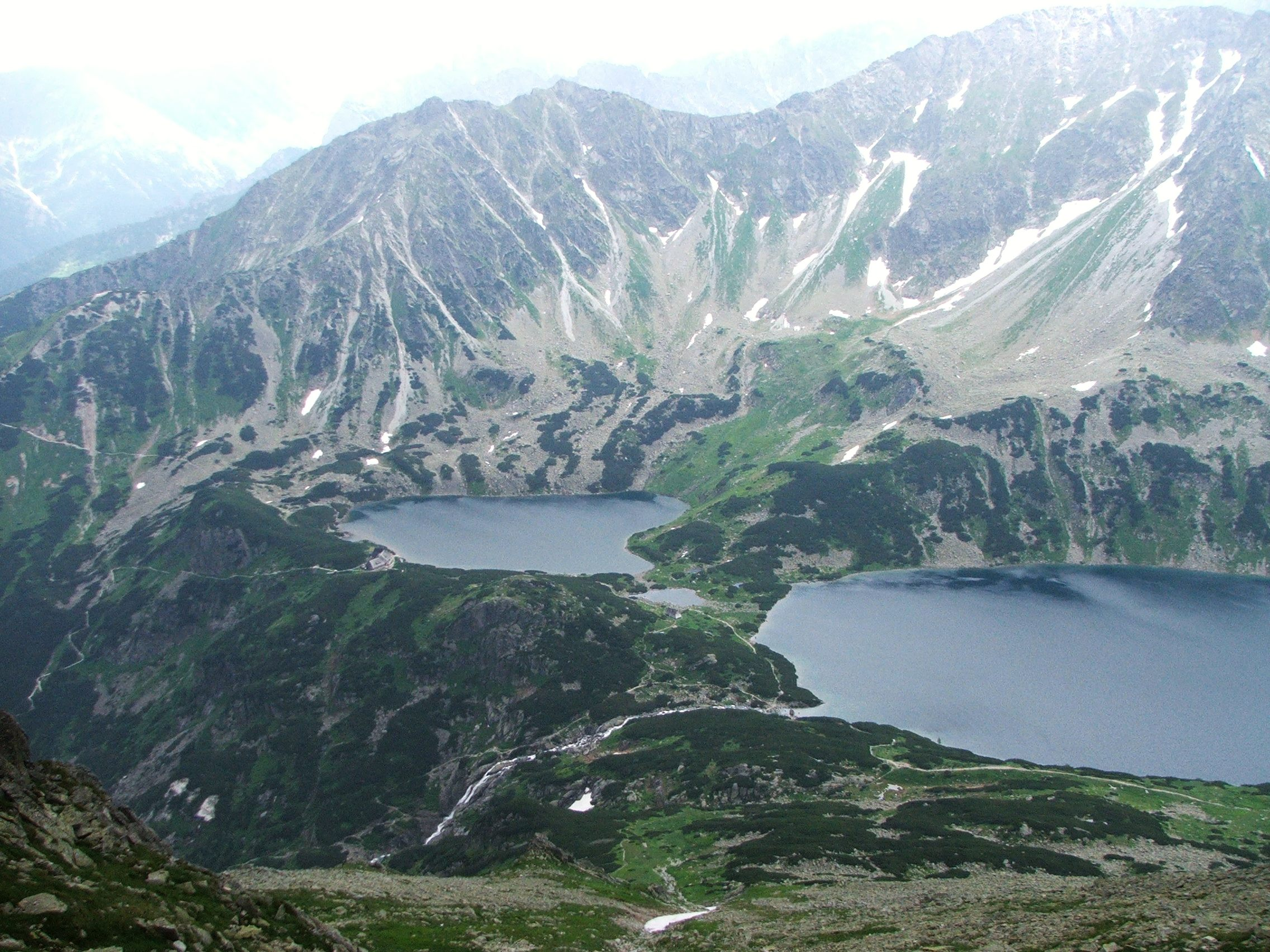
Розтока (Сіклава) i Долина 5 польських ставків